# Шта љубав има с тим?
Шта љубав има с тим? (енгл. What's Love Got to Do with It?) британска је романтична комедија из 2022. године. Режију потписује Шекар Капур, по сценарију Џемајме Хан. Главне улоге тумаче Лили Џејмс, Шазад Латиф, Шабана Азми и Ема Томпсон.
Светска премијера је одржана 10. септембра 2022. године на Филмском фестивалу у Торонту, док је почетак приказивања у биоскопима заказан за 24. фебруар 2023. године у Уједињеном Краљевству, односно 16. фебруар исте године у Србији.

## Радња
За редитељку документараца и зависницу од апликација за састанке Зои, превлачење удесно је само испоручило бескрајни стриминг господина погрешног, на ужас њене ексцентричне мајке Кет. За Зоиног пријатеља из детињства и комшију Каза, одговор је да следи пример својих родитеља и одлучи се за уговорени брак са бистром и лепом невестом из Пакистана
Док Зои снима његово путовање од Лондона до Лахора да би оженио странкињу, коју су изабрали његови родитељи, она почиње да се пита да ли би могла нешто да научи из потпуно другачијег приступа проналажења љубави.

## Улоге
| Глумац      | Улога |
| ----------- | ----- |
| Лили Џејмс  | Зои   |
| Шазад Латиф | Казим |
| Шабана Азми | Ајша  |
| Ема Томпсон | Кет   |